# جان كاميرون
جان كاميرون (بالإنجليزية: Jan Cameron)‏ هي سيدة أعمال أسترالية، ولدت في 1963 في ملبورن في أستراليا.